# Raphiglossa
Raphiglossa (лат.) — род одиночных ос семейства Vespidae с примерно 10 видами.

## Распространение
Палеарктика, Африка.

## Описание
Длина 14-17 мм. 1-й сегмент брюшка образует длинный стебелёк, его длина не менее чем в 2,5 раза больше его ширины. Нижняя губа очень длинная, достигает задних тазиков. Гнёзда в полых стеблях растений. Охотятся на личинок жуков-долгоносиков Curculionidae.

## Классификация
Ранее выделялись в отдельное подсемейство Raphiglossinae.
- Raphiglossa braunsiana von Schulthess, 1918 — Южная Африка[3]
- Raphiglossa bytinskii Giordani Soika, 1974
- Raphiglossa eumenoides S.Saunders, 1850typus
  - Raphiglossa eumenoides caucasica Giordani Soika, 1970
- Raphiglossa flavoornata Cameron, 1905
- Raphiglossa formosa Kostylev, 1940
- Raphiglossa irana Giordani Soika, 1970
- Raphiglossa lemuriae Giordani Soika, 1941
- Raphiglossa natalensis Smith, 1857 — Южная Африка[4]
- Raphiglossa rasnitsyni Fateryga, 2021
- Raphiglossa septentrionalis Giordani Soika, 1990
- Raphiglossa spinosa (Fabricius, 1804)
  - Raphiglossa spinosa filiformis (Saussure, 1852)
  - Raphiglossa spinosa rufescens E.Saunders, 1905
- Raphiglossa tibestica Giordani Soika, 1974